# Ана Ристовић
Ана Ристовић (Београд, 5. април 1972) српска је песникиња и књижевни преводилац.

## Биографија
Рођена 5. априла 1972. године у Београду, где је дипломирала српску књижевност и језик са општом књижевношћу на Филолошком факултету Универзитета у Београду.
Њене песме су превођене на бројне језике и заступљене су у више домаћих и страних антологија, а појединачне књиге су јој преведене на немачки језик, словеначки језик, мађарски језик и словачки језик. Преводилац је са словеначког језика, са којег је до сада превела 30-так књига савремене словеначке прозе и поезије. Живи у Београду.
Члан је Удружења књижевних преводилаца Србије, Српског књижевног друштва, ПЕН центра Србије и почасни члан Словеначког друштва писаца (од 2010. године).

## Награде и признања
- Бранкова награда за књигу Сновидна вода, 1994.
- Награда Бранко Миљковић за књигу Забава за доконе кћери, 2000.
- Награда сајма књига у Игалу за књигу Забава за доконе кћери, 2000.
- Немачка награда "Hubert Burda Preis" за младу европску поезију, 2005.
- Награда „Милица Стојадиновић Српкиња”, за збирку П. С., 2010.
- Дисова награда, за поезију, 2014.[3]
- Награда Десанка Максимовић, 2018.
- Награда Васко Попа а збирку песама Ту, 2024.

## Дела
- Сновидна вода, Књижевна омладина Србије, Пегаз, Београд, 1994.
- Уже од песка, Градац, Чачак, 1997.
- Забава за доконе кћери, Рад, Београд, 1999.
- Живот на разгледници, Плато, Београд, 2003.
- Око нуле, Народна библиотека „Стефан Првовенчани“, Краљево, 2006. [тражи се извор]
- П. С. (изабране песме), Народна библиотека „Стефан Првовенчани“, Краљево, 2009.
- Метеорски отпад, Културни центар Новог Сада, Нови Сад, 2013.
- Нешто светли, (изабране и нове песме), Градска библиотека „Владислав Петковић Дис“, Чачак, 2014.
- Чистина, Архипелаг, Београд, 2015.
- Руке у рукама, Архипелаг, Београд, 2019.
- Изабране песме, Задужбина „Десанка Максимовић“, Народна библиотека Србије, Београд, 2019.
- Ту, Архипелаг, Београд, 2023.[4]

### Преводи
- 2007, превод на немачки: Fabjan Hafner,
- , превод на словеначки:
- , 2001, превод на словачки: Karol Chmel.
- , 2012, превод на мађарски: Roland Orcsik, Orsolya Bencsik.
- Ана Ристовик, П.С., Антолог, Скопје, Македонија, 2016, превод на македонски: Никола Маџиров.
- Ana Ristović, Directions for use. Zephyr Press. 2017.. MA, USA, 2017, превод на енглески: Маја Teref & Steven Teref.

## Сопствени преводи

### Са словеначког језика
- Крунски сведоци – антологија словеначке кратке приче деведесетих (Kronske priče – antologija slovenske kratke zgodbe devetdesetih), Рад, Београд, 2002,
- Борис А. Новак, Касандра, драма, Атеље 212, Београд, 2003,
- Алеш Чар, Пасји танго, роман, Плато, Београд, 2004,
- Сузана Тратник, Име ми је Дамјан, роман, Деве, Београд, 2005, Архипелаг, Београд, 2013.
- Јања Ракуш, Електрични рајсфершлус, (Janja Rakuš, Električna zadrga) роман, Ренде, Београд, 2007.
- Фрањо Франчич, Домовина, бледа мати, роман, Балкански књижевни гласник, Београд, 2007,
- , , роман, Klett d.o.o., Beograd, 2008,
- Урош Зупан, Дрво и врабац (selected poems), -изабране песме, још тражи издавача
- Луција Ступица, Чело на сунцу, (Lucija Stupica, Čelo na soncu) (сабране песме), Агора, Зрењанин, 2008,
- Алеш Штегер, Берлин, Архипелаг, Београд, 2008,
- Горан Војновић, Јужњаци, марш! (Goran Vojnović, Čefurji, raus!), роман, Ренде, Београд, 2009,
- Алеш Чар, Made in Slovenia, кратке приче, Ренде, Београд, 2009,
- Јани Вирк, Последње Сергијево искушење, (Jani Virk, Zadnja Sergijeva skušnjava), роман, Архипелаг, Београд, 2010.
- Алеш Штегер, Понекад је јануар усред лета, (Aleš Šteger, Včasih je januar sredi poletja), роман, Архипелаг, Београд, 2010.
- Горан Војновић, Када Џими Чу сретне Фидела Кастра, (Goran Vojnović, Ко Jimmy Choo sreča Fidela Castra) есеји, Ренде, Београд, 2011.
- Алеш Чар, Игра анђела и шишмиша, (Aleš Čar, Igra angelov in netopirjev), роман, Архипелаг, Београд, 2012,
- Марко Сосич, Балерина, балерина, роман, Архипелаг, Београд, 2012.
- Иван Добник, Пре почетка, (Ivan Dobnik, Pred začetkom), песме, Кnjiževno društvo Hiša poezije, Ljubljana, 2013.
- Наташа Крамбергер, Небо у купинама, (Nataša Kramberger, Nebo v robidah), роман, Завет, Београд, 2012.
- Драго Јанчар, Џојсов ученик, (Drago Jančar, Joyceov učenec), приче, Архипелаг, Београд, 2013.
- Душан Чатер, Џехенем, приче, Завет, Београд, 2013.
- Драго Јанчар, Те ноћи сам је видео, (Drago Jančar, To noč sem jo videl), роман, Архипелаг, 2014.
- Алеш Дебељак, Балканско брвно, (Aleš Debeljak, Balkanska brv), есеји, Културни центар Новог Сада, 2015.
- Драго Јанчар, Као и љубав, (Drago Jančar, In ljubezen tudi), роман, Архипелаг, 2019.

### Са енглеског језика
- , 2005.

## Антологије и избори - домаћи
- Радмила Лазић, Мачке не иду у рај, антологија савремене женске поезије, Самиздат ФрееБ92, Београд, 2000.
- Зоран Богнар, Ново распеће, антологија савремене српске поезије 1967-2000, Рад, Београд, 2001.
- Слободан Зубановић, Море око Београда, антологија београдских песника, Филип Вишњић, Београд, 2005.
- Гојко Божовић, Антологија новије српске поезије, Граматик, Београд, 2005.
- Данило Јокановић, Најлепше љубавне песме српскога језика, Граматик, Београд, 2005,
- Бојана Стојановић Пантовић, Неболомство, панорама српског песништва краја 20. века, Хрватско друштво писаца, Загреб, 2006.
- Српско-пољски мост поезије, Културни центар Крагујевац, Крагујевац, 2004.
- Ненад Милошевић, Из музеја шумова, антологија српске поезије 1988-2008, ВБЗ, Београд – Загреб, 2010.
- Радмила Лазић, Звезде су лепе, али немам кад да их гледам, антологија урбане српске поезије, Самиздат Б92, Београд, 2010.
- Миодраг Сибиновић, Ветар у гриви, Коњ у поезији словенских народа, Интерпрес, Београд, 2011,
- Гордана Симеуновић, Најлепше љубавне песме српских песникиња, Граматик, Београд, 2013

## Антологије и избори - страни
- 2003.
- 2002.
- 2000.
- 2006.
- Wayne Miller, Kevin Prufer (2008). New European Poets. Graywolf Press.. Saint Paul, Minnesota, USA, 2008.
- Voix Vives. Anthologie, Sète.. ÉDITIONS Encre & Lumière, France, 2010.
- , 2010,
- Ulaznica · eintrittskarte, Panorama srpskog pesništva 21. veka, Panorama der serbischen Lyrik im 21. Jahrhundert, u saradnji sa časopisom Ulaznica iz Zrenjanina, priredio Dragoslav Dedović, Drava, Austrija, 2011.
- 2008,
- 2008,
- 2012.
- 2012,
- 2019.